# Gumno

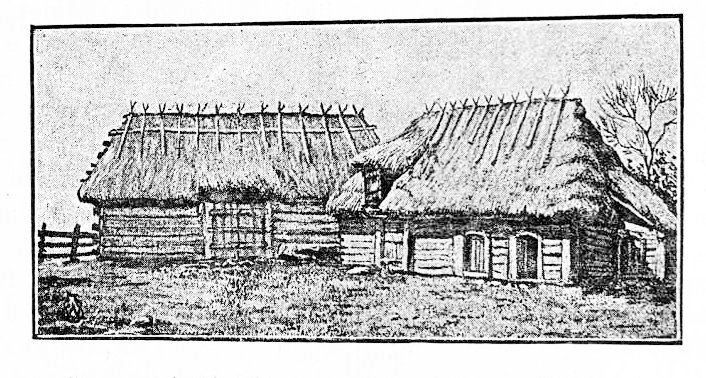
Gumno włościańskie

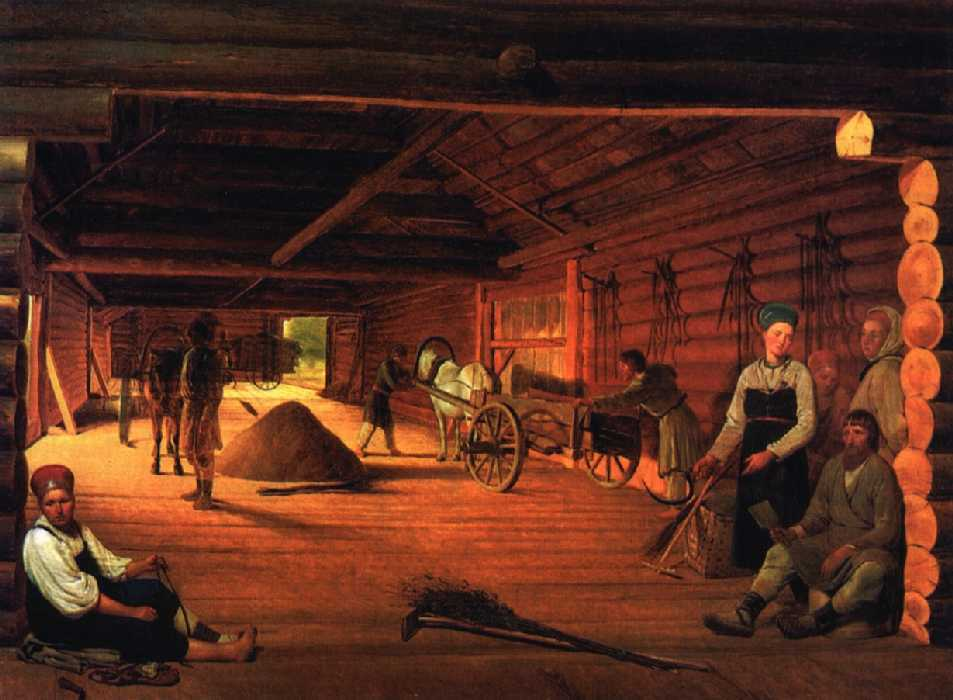
Aleksiej Wenecjanow Gumno

Gumno – termin stosowany w zależności od regionu na określenie odgrodzonej części gospodarstwa chłopskiego przeznaczonej dla przechowania lub młócenia zboża lub na klepisko w stodole, na którym młóciło się zboże, a także na podwórze z budynkami gospodarskimi.
Na gumnie mogły znajdować się drewniane budowle, takie jak młockarnia oraz stodoła, w której suszono snopy siana i młóciło się zboże. Dla młócenia mogła być przeznaczona oddzielna szopa, w której po zakończeniu prac przechowywano drobną słomę i plewy. Niektóre były zaopatrywane w suszarnie dla zboża lub zasieki dla różnych rodzajów zboża. Niekiedy nad gumnem wznoszono jedną wielką drewnianą konstrukcję. Często gumna miały charakterystyczną budowę: na planie prostokąta, wznoszone były metodą zrębową lub przysłupową, miały niskie ściany, wysoki czterospadzisty dach położony na sochach, brama od strony dłuższego boku gumna lub bezpośrednio w podłużnej ścianie budynku. Rozmiar gumna zależał od stopnia zamożności właściciela. W większych gospodarstwach do pracy w gumnie wyznaczano pracownika nazywanego gumiennym.

## Specyfika regionalna
Nazwą gumno określano budynki na przechowywanie snopów, siana i karmy, a miejsce, gdzie znajdowały się te zabudowania, nazywano gumniszczem. Niekiedy oba słowa używano zamiennie. Na przykład w północno-wschodniej Mińszczyźnie funkcję gumna spełniały odryna oraz otwarta ubita przestrzeń do młócenia zboża. W tym przypadku miejsce, gdzie stała szopa, nazywano gumniszczem, natomiast gumnem określano otwartą przestrzeń do pracy ze zbożem.